# Jaki Byard
Jaki John Byard (15. juni 1922 i Massachusetts – 11. februar 1999 i New York City) var en amerikansk jazzpianist og komponist.
Byard var kendt for en uortodoks klaverstil, hvor han blandede alle elementer fra ragtimejazz til freejazz.
Han har spillet med bl.a. Phil Woods, Rahsaan Roland Kirk, Sam Rivers, Booker Ervin, Roy Haynes, Eric Dolphy, Pete La Roca, Ron Carter, Charlie Mariano og Dannie Richmond.
Han er nok mest kendt for sit lange virke i Charles Mingus' gruppe (1962-1970).
Byard har lavet en lang række plader i eget navn som leder.